# Stack Exchange
Stack Exchange — це мережа вебсайтів для питань і відповідей з різних тем (кожен сайт присвячено окремій темі), в якій питання, відповіді й користувачі мають рейтинг (що залежить від оцінок, виставлених іншими користувачами). Першим і одним з найвідоміших сайтів мережі є Stack Overflow, що присвячений питанням з програмування. Система рейтингів дозволяє сайтам мережі бути самомодерованими. Питання і відповіді користувачів публікуються під вільною ліцензією Creative Commons Attribution-ShareAlike 3.0 Unported (CC BY-SA 3.0).

## Історія
2008 року Джефф Етвуд та Джоел Спольськи створили Stack Overflow — сайт для питань і відповідей з програмування, який вони позиціювали як альтернативу форуму для програмістів Experts-Exchange. 2009 вони запустили додаткові сайти за зразком Stack Overflow: Server Fault для питань і відповідей щодо системного адміністрування та Super User для користувачів комп'ютера високого рівня.
У вересні 2009 року компанія Джоела Спольськи «Fog Creek Software» випустила бета-версію платформи Stack Exchange 1.0, яка дозволяла іншим створювати власні сайти спільнот з використанням того самого програмного забезпечення, що й Stack Overflow, за певну місячну платню. Проте ця послуга не виявилась популярною, кількість клієнтів і темпи росту спільнот були замалі.
У травні 2010 (завдяки Union Square Ventures і іншим інвесторам) венчурний капітал Stack Overflow (як однойменної компанії) зріс на 6 мільйонів доларів, і компанія перевела увагу на розробку нових сайтів для питань і відповідей з різних інших тем, тобто платформу Stack Exchange 2.0. Тепер користувачі голосують щодо створення нових сайтів (з інших тем) на спеціально призначеному для цього сайті «Area51», а достатність підтримки певного сайту/певної теми користувачами і, відповідно, доцільність його створення оцінюються за заздалегідь визначеними алгоритмами. У листопаді 2010 в стадії бета-тестування були сайти за темами фізики, математики та письменництва. Stack Exchange публічно  запустилася в січні 2011 з 33 вебсайтами, маючи 27 співробітників, 1,5 мільйона користувачів та рекламу. Тоді її порівнювали з Quora, заснованою у 2009, яка також спеціалізувалася на питаннях і відповідях. Серед інших конкурентів можна назвати WikiAnswers та Yahoo! Answers.
У лютому 2011 на Stack Overflow з'явився підсайт для пошуку вакансій (платний для рекрутерів) під назвою Careers 2.0, який після ребрендингу став називатися Stack Overflow Careers. У березні 2011 венчурний капітал Stack Overflow виріс ще на 12 мільйонів доларів, і компанія змінила назву на Stack Exchange, Inc. Вона розташована в Мангеттені. У лютому 2012 Джеф Етвуд залишив компанію.
18 квітня 2013 року CipherCloud направила повідомлення про порушення Digital Millennium Copyright Act з метою заблокувати обговорення вад їхнього криптографічного алгоритму. Обговорення на сайті Cryptography зазнало цензури, але потім його відновили без ілюстрацій.

## Можливості сайтів мережі Stack Exchange
Головна мета кожного сайту з мережі Stack Exchange — надати користувачам можливість ставити питання і писати до них відповіді. Користувачі можуть голосувати за чи проти питань і відповідей інших користувачів, і це дозволяє як першим, так і останнім заробляти рейтинг (це може бути певною мірою схожим на гру). Їхню систему голосувань порівнювали із системою сайту Digg, коли платформа Stack Exchange вперше вийшла. Збільшуючи свій рейтинг, користувач отримує більше прав: від права виставляти оцінку і коментарі чужим питанням і відповідям до більш серйозних модераторських прав. Крім можливості писати власні питання і відповіді користувачі також можуть писати коментарі та редагувати чужі тексти (наприклад, з метою виправлення помилок). Кожен сайт мережі Stack Exchange має підсайт (зазвичай, зі словом «meta» в назві) для вирішення диспутів і організаційних питань.
Будь-який внесок користувача (питання, відповіді і коментарі) до сайтів мережі Stack Exchange Network вважається власністю автора, опублікованою під ліцензією Creative Commons Attribution-ShareAlike 3.0 Unported (CC BY-SA 3.0).

## Використовувані технології
Stack Exchange використовує IIS, SQL Server і ASP.NET — всі сайти мережі Stack Exchange засновані на єдиній кодовій базі (за виключенням Area 51, що є форком Stack Overflow). Блоги раніше використовували WordPress, але перенесені на Jekyll. Команда розробки Stack Exchange використовує Redis, HAProxy й Elasticsearch.
Stack Exchange намагається використовувати найновіші технології від Microsoft, зазвичай це означає останні релізи відповідного фреймфорку. Код написаний переважно на C#, використовуючи ASP.NET MVC і Razor View Engine. Розробники віддають перевагу використанню Visual Studio в ролі IDE, а шари даних використовують Dapper для доступу до даних.

## Процедура створення нового сайту
Процес створення нового сайту в мережі Stack Exchange може ініціювати кожен. Він (процес) починається зі створення пропозиції (proposal) на так званому «Area 51» — спеціальному сайті для створення, обговорення і оцінювання нових пропозицій і сайтів — і закінчується — після оцінювання популярності нової теми автоматичними алгоритмами й людьми — одним з двох варіантів: або офіційним відкриттям сайту, або закриттям пропозиції.
Складається з трьох основних етапів:
| Назва етапу українською та англійською                                                 | Мета і зміст етапу | Умови проходження етапу |
| -------------------------------------------------------------------------------------- | --- | --- |
| Користувач створює пропозицію, зазначаючи назву і цільову аудиторію майбутнього сайту. | | |
| Визначення (definition)                                                                | Мета етапу: точне визначення тематики майбутнього сайту. Ініціатор пропозиції та інші користувачі вводять на сторінці пропозиції зразки питань, для яких призначається майбутній сайт, і голосують за чи проти різних зразків питань. Також лічаться послідовники (followers), що приєдналися до пропозиції. | 1. У пропозиції має набратися 60 послідовників. 2. На сторінці пропозиції має бути введено 40 зразків питань, кожне з яких отримало підтримку 10 користувачів. Кожен користувач може ввести не більше 5 власних зразків питань і підтримати не більше 5 чужих зразків питань.                                                                                     |
| Stack Exchange автоматично створює електронну петицію.                                 | | |
| Взяття зобов'язань (commitment)                                                        | Мета етапу: підписання петиції реальними людьми. Користувачі, що бажають стати «ядром» спільноти майбутнього сайту, підписують електронну петицію справжніми іменами. | Петицію має підписати 200 людей, причому: - 100 з них мають бути не новачками (мати рейтинг від 200 балів на інших сайтах мережі); - їх спільний Commitment Score має бути не менше 500. |
| Stack Exchange відкриває сайт в режимі «бета».                                         | | |
| Бета-тестування (beta)                                                                 | Мета етапу: перевірка реальної популярності теми. Спочатку сайт відкривається в режимі приватної бети, і контент до нього вносять лише підписники. Потім (приблизно через 3 тижні) сайт відкривається для всіх і показується в повному переліку сайтів.                                                      | На цьому етапі оцінка успішності сайту виконується вже не автоматичними алгоритмами, а людьми: - Якщо сайт починає стабільно отримувати від 10 запитань на день, він розглядається як кандидат на офіційне відкриття. - Якщо на сайті з'являються проблеми з модерацією (спам, незакриті скарги, неввічливий контент), він розглядається як кандидат на закриття. |
| Stack Exchange офіційно відкриває сайт.                                                | | |

Протягом всього процесу створення сайту його ініціатор, послідовники, підписники та інші небайдужі користувачі можуть обговорювати його на спеціальному підсайті «Area 51 Discussion Zone [Архівовано 5 січня 2016 у Wayback Machine.]», але обговорення мають бути англійською мовою. У випадку занадто довгого (більше року) перебування на етапі визначення чи взяття зобов'язань пропозиція може бути закрита.
В оригінальній публікації на блозі 2010 року процес створення сайту розглядався як 6-етапний: визначенню ще мало передувати обговорення, бета-тестування вважалося двома різними етапами (приватне і публічне), а повноцінне існування теж вважалося етапом.

## Локалізовані й національні сайти
Перші сайти мережі Stack Exchange (в тому числі оригінальний Stack Overflow) використовували англійську мову для питань і відповідей і відповідно мали користувацький інтерфейс англійською.
Практично з моменту свого офіційного відкриття у 2010 Stack Exchange 2.0 дозволяв створення сайтів іноземними мовами (хоча їх обговорення мало бути англійською). Проте 2015 завідувач спільнот Тім Пост Post оголосив про призупинення цього процесу: «після іспанського [Stack Overflow] має пройти трохи часу, перш ніж ми будемо готові взятися за іншу мову [для Stack Overflow]» і «ми розглядатимемо пропозиції щодо локалізації сайтів, окрім Stack Overflow, лише для тих мов, на які вже локалізовано Stack Overflow» (станом на 2017, існує чотири локалізовані версії Stack Overflow: португальська, японська, російська, іспанська). В жовтні 2016 один з модераторів (спеціаліст з росту спільнот) висловився ще жорсткіше: «ми зараз не приймаємо нові пропозиції щодо сайтів не англійською мовою».
Станом на початок 2017, існує 5 сайтів не англійською мовою: 4 локалізовані версії Stack Overflow (див. вище) і «Русский язык» (нарівні з нелокалізованою версією «Russian Language»).
Однак сайти для вивчення мов, що, маючи користувацький інтерфейс англійською, дозволяють писати питання і відповіді як англійською, так і цільовою мовою, не вважаються локалізованими і не заборонені до створення. Станом на початок 2017, існує принаймні 8 сайтів щодо вивчення мов (не рахуючи англійської).
Починаючи з лютого 2017, у мережі Stack Exchange існує також сайт, присвячений українській мові.